# IBP
International Beacon Project - Nemzetközi Jeladórendszer. Nemzetközi rádióamatőr szervezetek által koordinált jeladórendszer. A rendszert a  Northern California DX Foundation (NCDXF) és az International Amateur Radio Union (IARU) koordinálja.
Az említett szervezetek végzik a jeladók regisztrálását, melyben meghatározzák az adott jeladó üzemi frekvenciáját, üzemmódját, működtetésének időintervallumát, és a jeladó kimenő teljesítményét.

## Célja
A jeladók által kisugárzott jelek vételéből meg lehet állapítani, hogy egy adott sávon adott irányban milyen a hullámterjedés. A központi koordinálás célja, hogy a telepített jeladók által kisugárzott jelek ne kerüljenek fedésbe, ne zavarják egymást.
Az IARU által kiadott frekvenciatáblázat feltünteti az IBP számára kijelölt frekvenciatartományokat, ezeken a frekvenciákon kerülni kell a forgalmazást.

## A jeladórendszer[2]
A rádióamatőrök számára kijelölt sávokon vannak IBP részére fenntartott frekvenciatartományok, a jeledók üzemi frekvenciáját ezen a tartományon belül határozza meg a koordináló szervezet.
Üzemmódnak keskenysávú modulációt határoznak meg, általában CW-t vagy valamilyen keskenysávú digitális üzemmódot, mivel erre a célra összességében is egy keskeny sáv van kijelölve, egy hangcsatorna méretének töredéke.
A jeladó kétféle jeled ad időben egymnás után:
1. Folyamatos, moduláció nélküli jelet, a jeladó meghatározott üzemi frekvenciáján. Ilyenkor lehetőség van a vett jelerősség mérésére.
2. A jeladó számára meghatározott modulációs formában kisugárzott szöveges üzenet, amely tartalmazza a jeladó hívójel-azonosítóját, a telepítési helyének koordinátáját QTH lokátor formátumban, valamint a kisugárzott teljesítményét.

A jeladók üzemidejét központilag koordinálják:
1. folytonos üzemű jeladók: megszakítás nélkül üzemelnek
2. időosztásos jeladók: meghatározott időintervallumban sugároznak

Aki veszi a jeledó jelét, ezekből az információkból meg tudja határozni, hogy a jeladó irányába milyen a hullámterjedés.
A jeladók általában kis teljesítménnyel, maximum 100W kimenő teljesítménnyel sugározhatnak.
Rádióamatőr jeladót csak HAREC vizsgával rendelkező rádióamatőr regisztráltathat.